# Woudrichem
Woudrichem (phát âmⓘ) là một đô thị ở phía nam Hà Lan, tỉnh Noord-Brabant.
Đô thị này có các trung tâm dân số: Almkerk, Andel, Giessen, Oudendijk, Rijswijk, Uitwijk, Uppel, Waardhuizen và Woudrichem
Woudrichem được nâng cấp thành thành phố năm 1284.